# 金子正輝
金子 正輝（かねこ まさてる、1956年1月17日 - ）は、最高位戦日本プロ麻雀協会に所属する競技麻雀のプロ雀士。新潟県長岡市出身（同郷に日本プロ麻雀連盟の滝沢和典）。新潟県立長岡商業高校を経て東洋大学卒業。愛称は「ネコ」「ぬこ」「ネコさん」。

## プロフィール
1978年第6期最高位戦B1でデビューし3位。翌年からAリーグに昇級。Aリーグ在籍通算&連続38期(第36期は特別欠場)、最高位決定戦進出20回。2021年3月まで最高位戦日本プロ麻雀協会副代表、101競技連盟元理事代表で名誉会員。
101競技連盟の前身である順位戦101に参加し、1987年101競技連盟創設と同時にA級デビュー。A級通算10期。2003年引退。順位戦（リーグ戦）での通算成績は、826戦243勝178敗、トップ率29.42％、ラス率21.55％（1位1勝、2位3位0勝、4位1敗）、65昇（1位と4位の差）。
2010年の第35期最高位戦Aリーグでは中終盤に失速して大苦戦（第8節以降は全てマイナス）、9月26日の最終第12節では3回戦終了時点で120Pを超えるマイナスを喫してB1陥落の危機に晒されたものの、最終4回戦で+10.5Pをマークして何とか残留圏内ギリギリの10位で踏みとどまった。なお、2011年3月9日に開幕した第36期Aリーグは飯田と共に特別休場となり、第37期より復帰した。その第37期Aリーグでは奮戦するも、わずか0.5ポイント差で第4位に留まり最高位決定戦への進出を逃す。第38期Aリーグでも第4位で終了し、あと一歩のところで決定戦進出の機会を逃した。その後第41期、第42期で最高位決定戦に進出を果たすが最高位戴冠を逃している。2019年第44期AリーグにてB1陥落が確定し、Aリーグ在籍記録は38期で途切れた。
MONDO TVの麻雀番組には最初期の1997年放送の第1回MONDO21杯（参加者は小島武夫・飯田正人・新津潔・伊藤優孝・安藤満・実況は土井泰昭）から2015年の第9回名人戦まで自身が出場資格のある通期シリーズにおいては全てに登場している唯一の人物だったが、第10回名人戦には不出場のため皆勤記録は途絶えた。そして、翌年の第11回大会から復帰。
2018年に放送された第12回モンド名人戦では、安定した打ち回しで予選・準決勝をトータルトップで通過。決勝第1戦(東家から森山、伊藤、近藤、金子)では南3局までトップだったものの、オーラスで近藤誠一に満貫を振り込んでしまい2着となる。決勝第2戦(決勝第1戦と座り順変わらず)では、第1戦で逆転トップとなりトータル首位となった近藤が東3局の親番で爆発。一時6万点台まで点数を稼ぎ、近藤の大トップで南場に入る。南2局まで近藤と金子の差はおよそ6万点。誰もが近藤の3連覇で幕を閉じると思われた。しかし、南3局で3000・6000をツモり近藤に親被りをさせると、オーラスの親番で6000オールをツモ、さらに1本場で近藤から親満を直撃しトータルポイントで近藤を逆転。最後は全員ノーテンで名人戦では悲願の初優勝となった。
さらに、モンド名人戦優勝者として出場した第14回モンド王座決定戦でも、近藤誠一（前モンド王座）、池沢麻奈美（女流モンド杯優勝）、白鳥翔（モンド杯優勝）を下して優勝。なお、余談ではあるが、対局前のインタビューにおいて、白鳥は自身の息子と、池沢は自身の娘と、奇しくもそれぞれ同い年であることを話していた。
前年モンド王座優勝者として出場した第15回モンド王座では、大島麻美（女流モンド杯優勝者）、柴田吉和（モンド杯優勝者）、新津潔（名人戦優勝者）を相手に、序盤劣勢に立たされるも、最終戦で見事捲り優勝。史上3人目となる連覇を達成した。
2020年6月下旬に大動脈瘤解離への罹患が判明したため、第45期A2リーグの休場が決定した。2021年第46期も続いて欠場しており、公式対局への出場は無いものの、2021年12月に開催されたセガNET麻雀 MJの公式モードへ参加する形での活動再開が発表された。
これに伴い、2020年9月22日より放送を開始する第16回モンド王座決定戦に昨年度優勝者として出場予定だったが、出場を辞退した(代打として新津潔が出場)。
埼玉県坂戸市、福岡県福岡市にそれぞれある雀荘「K.O」を経営している。

## 雀風
自らの手牌に固執せず、捨て牌から相手の手牌を読むことで山に残る牌、すなわち以降の自摸牌を予測し手牌をそれに合わせ、自身の運気・ツモの感触、「流れ」から手牌の進行を判断する「牌流定石」（ぱいりゅうじょうせき）というスタイルを持ち、金子の代名詞となっている。従って強引に手役を作ることはあまりせず、三色や一通などに決め打つことはほとんどない。

近年では、「流れは意識せずに、目の前にある局面に対しての最善手を探すようにしている」と語っている。

## エピソード
- 好きな牌は。麻雀の神様であると位置づけ、第一打では絶対に切らない。
- 長考で有名であり、過去にテレビ対局でありながら2分以上全く動かずに考え込む姿が映し出された。実況の来賀友志には、「静止画像となっております」などとコメントされた事もある（実際には「金子正輝、また静止画像だ!」と叫ばれてしまった）。あまりにも考慮に没頭してしまい、過去には煙草の灰を卓上に落としてしまうこともあった。ただしこの長考は金子の特徴でもあり、歌手の来生たかおには以前「金子さんはああでなくっちゃね」と評されたこともある。
- ライバルで同じ最高位戦の飯田・新津がポーカーフェイスなのに対し、金子は喜怒哀楽を前面に出して戦うことが多い。牌が被ったときや危険牌を切り出すときは牌を叩き付けたり、場合によっては放り投げるようにして捨てることもある。また、裏ドラをめくるときにも感情をむき出しにすることがある。特に第6回モンド名人戦2回戦の東3局では、プレイヤー解説の前原雄大から「顔がリーチをかけている」と評された。
- 麻雀を打っていて至福の時を味わうのは長い麻雀人生において安藤満と青野滋のたったの二人であるという。安藤が他界するときは連日病院にお見舞いで訪れた。その他、飯田正人、井出洋介、土田浩翔は「宿敵」「良きライバル」と語っている。
- 麻雀以外には将棋も嗜み、アマ五段の腕前。荒正義とはネット将棋をたまに指すそうである。CSチャンネル「囲碁・将棋チャンネル」のお好み将棋道場で、森雞二九段と対局した際は先崎学が応援に駆け付けた。
- 馬場裕一にはその性格、雀風から「典型的なB型雀士」と評されている。また日本プロ麻雀連盟の森山茂和からは「ホントに役を狙わない人だね」「(牌を切るのが)ナチュラルに遅い」と対局のテレビ解説において辛口でこき下ろされることがしばしば。
- ただ五十嵐毅、忍田幸夫、村田光陽、涼崎いづみなど金子を慕いプロ入りした人間も多く、五十嵐などは「もし金子門下があるとするなら、自分はその中の人間だろう」とニコニコ生放送で語っていた。また同番組では「昔の金子さんはもっと強かった」とも語っていた。
- 佐々木寿人によると歌手の森山直太朗はMONDOの麻雀番組をよく見るそうで、佐々木の前で「細かすぎて伝わらないモノマネ・麻雀プロ編」として「リーチ一発目をツモる時の金子正輝」を披露したという。
- 定期的に勉強会「ねこけん」を主宰。後輩プロの育成に努めており、石橋伸洋、多井隆晴などが参加している。
- 趣味は旅行とポーカー。韓国には月に一度は旅をしているという。

## 主なタイトル
- 最高位（第9期・11期・12期・24期）
- 八翔位（第10期）
- 名翔位（第10期）
- 名人位（第21 - 23期）
- 麻雀王座（第26期・29期）
- 無双位（第13期）
- 最高位戦トーナメント（第1期）
- MONDO21・電影大王位決定戦 総合優勝
- 日刊スポーツ杯争奪　スリアロトーナメント2015後期
- モンド名人戦　(MONDO TV 第12回)
- モンド王座決定戦 2期（第14・15回）

## 著書
- 最強プロが教える 常勝の麻雀 （1991年8月 日本文芸社 ISBN 4537015292）
- 最強プロが教える麻雀 必勝のテクニック （2004年6月 日本文芸社 ISBN 4537202815）
- 金子正輝の麻雀 会心の一打 （2005年2月 毎日コミュニケーションズ ISBN 4839916152）

## 出演
- モンド麻雀プロリーグシリーズ（MONDO21 → MONDO TV）

## 作品

### 一般DVD
- プロ麻雀リーグ プロが選ぶ一局編（2005年3月30日、エイベックス）
- プロ麻雀リーグ 役満編（2005年3月30日、エイベックス）
- 麻雀プロリーグ 至高の一局（2015年12月2日、AMGエンタテイメント）- 解説